# グジェゴシュ・ウォマチ
グジェゴシュ・ウォマチ（Grzegorz Łomacz、1987年10月1日 - ）は、ポーランドの男子バレーボール選手。ポーランド代表。

## 来歴

### クラブチーム
オストロウェンカ出身。2006年、プロジェクト・ワルシャワへ入団しバレーボール選手としてのキャリアをスタートさせる。初年度はリーグで8位となった。2007/08シーズンからはJastrzębski Węgielに在籍し4年間プレーした。2009/10シーズンのプラスリーガで準優勝を果たした。2011/12シーズンはトレフル・グダニスクへ移籍し3年間活躍した。2014年、クプルム・ルビンへ加入した。2015/16シーズンのプラスリーガで5位となった。2017年、強豪のスクラ・ベウハトゥフに移籍。正セッターとして2017/18シーズンのプラスリーガ優勝に貢献した。2019/20シーズンのプラスリーガでは3位となった。

### 代表チーム
アンダーカテゴリーの代表として2005年のU-18欧州選手権で金メダルを獲得した。2009年、シニアのポーランド代表に初選出され、同年のワールドリーグでデビューした。同年11月のグラチャンに出場した。2012年のワールドリーグでは金メダルを獲得した。2015年、代表復帰し同年9月のワールドカップで銅メダルを獲得した。2016年、リオデジャネイロ五輪に出場した。2018年、イタリアで開催された世界選手権で金メダルを獲得した。2019年、ワールドカップでは銀メダルを獲得した。2021年、ネーションズリーグで銀メダルを獲得した。同年8月の東京五輪に出場した。2022年、地元開催となった世界選手権に出場し銀メダルを獲得した。

## 球歴
- オリンピック - 2016年、2021年、2024年
- 世界選手権 - 2018年、2022年
- ワールドカップ - 2015年、2019年
- ネーションズリーグ - 2018年、2019年、2021年、2022年
- 欧州選手権 - 2015年、2017年、2021年

## 所属クラブ
- プロジェクト・ワルシャワ（2006-2007年）
- ヤストシェンブスキ・ヴェンギェル（2007-2011年）
- トレフル・グダニスク（2011-2014年）
- クプルム・ルビン（2014-2017年）
- スクラ・ベウハトゥフ（2017年-）